# Kirsten Dunst
Kirsten Dunst (teljes nevén Kirsten Caroline Dunst) (Point Pleasant, New Jersey,  1982. április 30. –) amerikai színésznő, énekesnő és modell.
A gyermekmodellből lett színész olyan szerepeket tudhat magáénak gyerekként, mint a Jumanji vagy az Interjú a vámpírral szerepei, az utóbbiért még Golden Globe-díjra is jelölték. A világhírnévre a Pókember filmekben Mary Jane személyében tett szert. A 2000-es években olyan filmekben játszott, mint a Mona Lisa mosolya (2003), az Elizabethtown (2005), a Marie Antoinette (2006) vagy a Melankólia (2011) – utóbbival kiérdemelte a cannes-i filmfesztivál legjobb női alakításáért járó díjat.
2001-ben debütált énekesnőként a Kihevered, haver! című film egyik betétdalával.

## Fiatalkora
Édesapja, Klaus, német származású, orvosi műszerekkel foglalkozik, édesanyja, Inez, svéd származású művész és galériatulajdonos. Egy öccse van, Christian. Kirsten 6 éves koráig (1988) New Jersey-ben lakott, ahol a Ranney iskolába járt. 1991-ben édesanyjával és öccsével Los Angelesbe költöztek. Négy évvel később szülei elváltak. 1996-ban beiratkozott a Notre Dame magán-katolikus gimnáziumba, Los Angelesben, ahol 2000-ben érettségizett le.

### Karrier

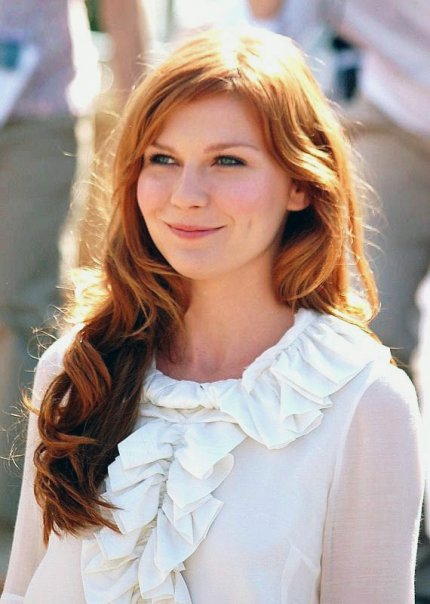
Kirsten 2006-ban a Marie Antoinette bemutatóján a cannes-i fesztiválon

Kirsten már az 1985-ös évben, háromévesen gyermekdivatmodell volt, televíziós reklámokban szerepelt. Később a Ford és az Elite Model Management-nek dolgozott. 1989-ben, hétéves korában kisebb szerepet kapott Woody Allen Ödipusz-roncsok című rövid filmjében. Nem sokkal később, 1990-ben a Hiúságok máglyájában szerepelt, ahol Tom Hanks lányát alakította. 1993-ban a Star Trek: Az új nemzedék 7. szezonjának 7. epizódjában tűnt fel. 1994-ben tizenkét évesen megkapta, addigi élete talán legnagyobb szerepét, az Interjú a vámpírral című filmben, melyben egy örökre gyermektestbe zárt vámpírt alakított, Tom Cruise és Brad Pitt oldalán. Teljesítményét Golden Globe-díjra való jelöléssel jutalmazták. Ő játszotta Judy-t, az 1995-ös Jumanji című amerikai kalandfilmben. 2000-ben tizennyolc éves korában 40. lett, a Maxim magazinnak, a világ 100 legszexisebb nője listáján.
A világhírnévbe a 2002-es, Sam Raimi rendezte, azóta két folytatást is megért Pókember trilógia női főszerepe, Mary Jane Watson szerepe repítette. 2003-ban együtt játszott Julia Roberts színésznővel, a Mike Newell rendezte Mona Lisa mosolya című romantikus vígjátékban. Még ebben az évben szerepet kapott Billy Bob Thornton és Morgan Freeman oldalán a Lebegés című amerikai filmdrámában. A 2004-ben bemutatott Wimbledon – Szerva itt, szerelem ott című angol-francia romantikus vígjátékban Paul Bettany színésszel alakított egy párt, továbbá 2004-ben került még a mozivászonra az ő főszereplésével a Pókember 2., valamint az Egy makulátlan elme örök ragyogása, melyben mellékszereplőként együtt dolgozhatott többek között Jim Carreyvel és Kate Winslettel is. A 2005-ben bemutatott Elizabethtown egyik főszerepét is ő játszotta, Orlando Bloom és Susan Sarandon mellett. Ő személyesítette meg, a Sofia Coppola rendezte, 2006-os Marie Antoinette című filmben Mária Antónia francia királynét.
2007-ben újra Mary Jane Watson szerepébe bújt, a Pókember 3. filmben, Tobey Maguire-el. 2008-ban szerepelt a Hogy veszítsük el barátainkat és idegenítsük el az embereket? című angol filmvígjátékban. A 2010-ben bemutatott Véres románc amerikai dráma egyik főszerepében is feltűnt, Ryan Gosling és Frank Langella oldalán. A 2011. évi dán-svéd-francia-német-olasz filmdráma, a Melankólia főszerepében megkapta az év legjobb női alakításáért járó díjat a cannes-i fesztiválon, valamint ebben a kategóriában még Európai Filmdíjra is jelölték. 2012-ben több filmszerepet is kapott, többek között az Upside Down, az Úton és a Lánybúcsú szerepét.

## Filmográfia

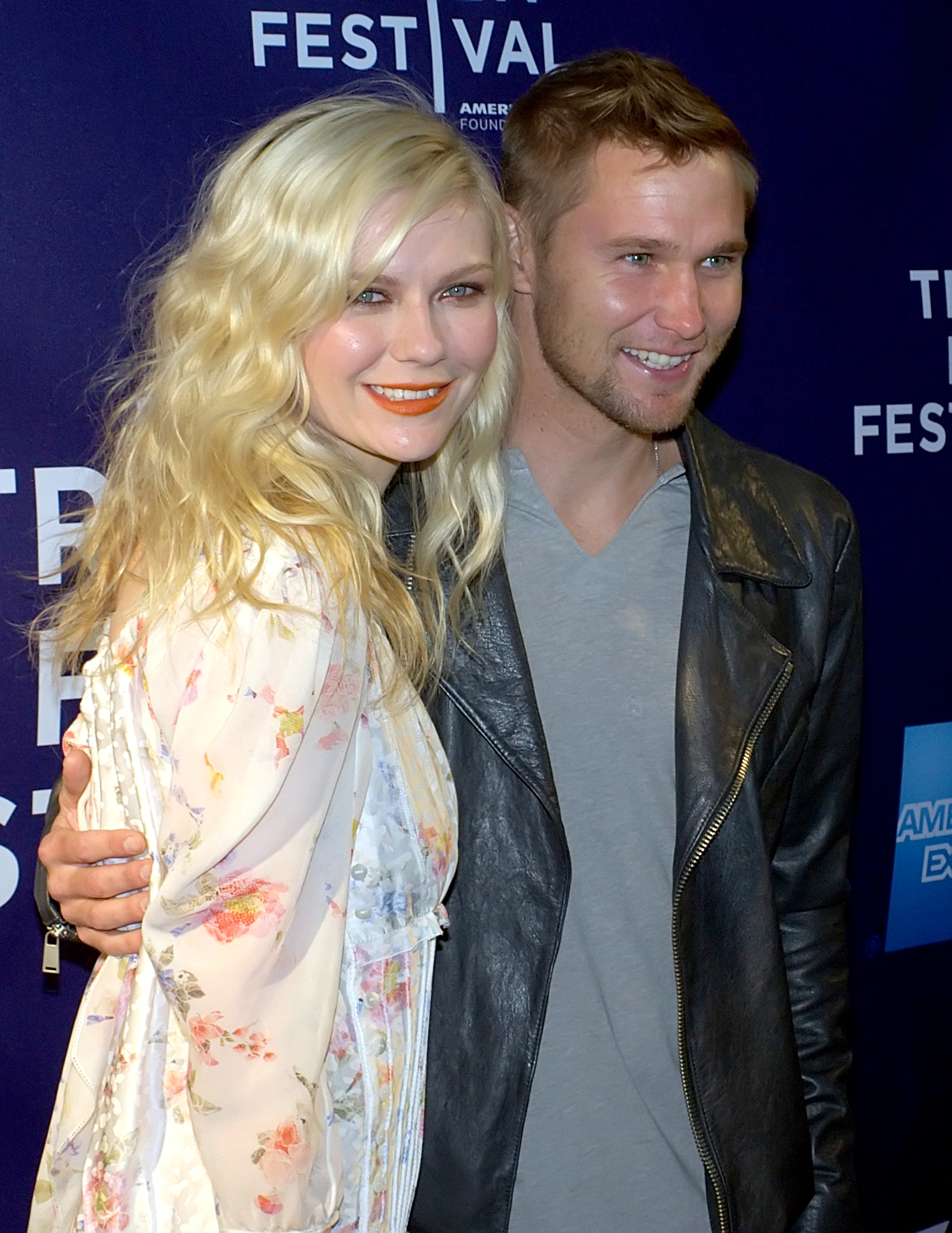
Dunst és Brian Geraghty a 2010-es Tribeca Filmfesztiválon

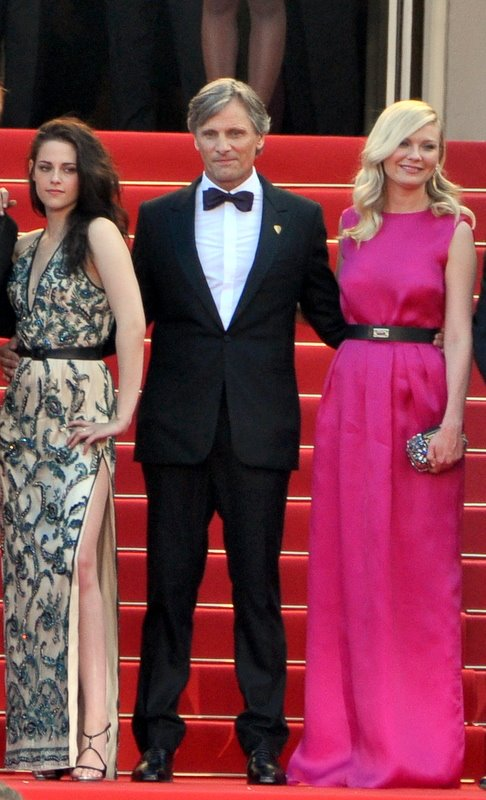
Kristen Stewart (balra), Viggo Mortensen (középen) és Dunst (jobbra), az Úton című film bemutatóján a 2012-es cannes-i fesztiválon

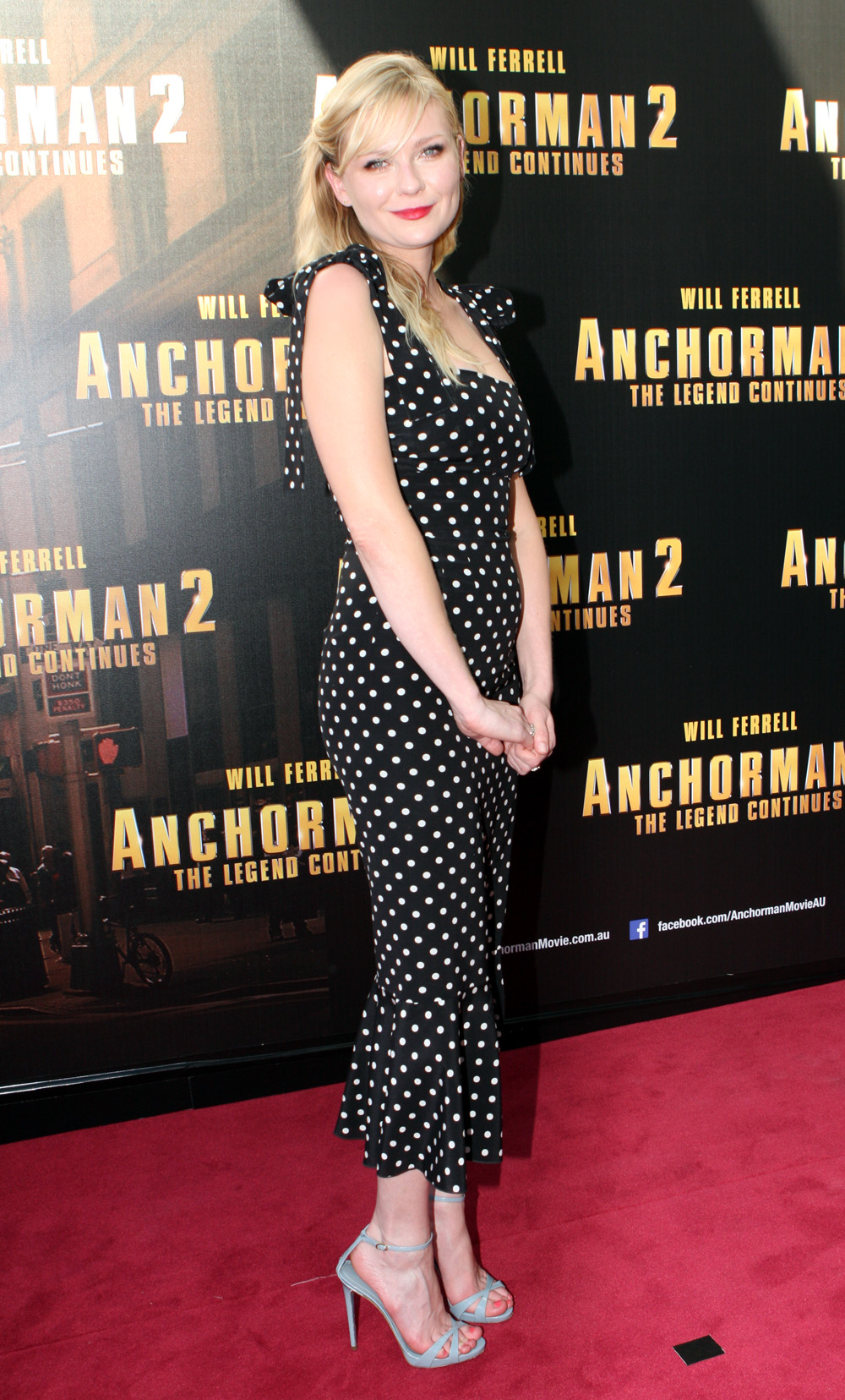
Kirsten a Ron Burgundy: A legenda folytatódik című film ausztrál bemutatóján 2013-ban

### Film
| Év   | Magyar cím                                                    | Eredeti cím                           | Szerep                           | Magyar hang        |
| ---- | ------------------------------------------------------------- | ------------------------------------- | -------------------------------- | ------------------ |
| 1989 | New York-i történetek                                         | New York Stories                      | Lisa lánya                       |                    |
| 1990 | Hiúságok máglyája                                             | The Bonfire of the Vanities           | Campbell McCoy                   |                    |
| 1991 |                                                               | High Strung                           | fiatal lány                      |                    |
| 1994 | A pénz boldogít                                               | Greedy                                | Jolene                           |                    |
| 1994 | Interjú a vámpírral                                           | Interview with the Vampire            | Claudia                          | Nemes Takách Kata  |
| 1994 | Kisasszonyok                                                  | Little Women                          | Amy March fiatalon               | Nemes Takách Kata  |
| 1994 |                                                               | The Mystery of the Third Planet       | Alisa Selezneva (angol hangja)   |                    |
| 1995 | A jégkirálynő                                                 | The Snow Queen                        | Gerda (angol hangja)             |                    |
| 1995 | Jumanji                                                       | Jumanji                               | Judy Shepard                     | Vadász Bea         |
| 1996 | Éj anyánk                                                     | Mother Night                          | Resi Noth fiatalon               | Huszárik Kata      |
| 1997 | Anasztázia                                                    | Anastasia                             | Anasztaszija fiatalon (hangja)   | Molnár Ilona       |
| 1997 | Amikor a farok csóválja…                                      | Wag the Dog                           | Tracy Lime                       | Solecki Janka      |
| 1998 | Kiki – A boszorkányfutár                                      | Kiki's Delivery Service               | Kiki (angol hangja)              | Molnár Ilona       |
| 1998 | Chipkatonák                                                   | Small Soldiers                        | Christy Fimple                   | Mezei Kitty        |
| 1998 | Lázadj!                                                       | All I Wanna Do                        | Verena von Stefan                | Vadász Bea         |
| 1998 | Tom Sawyer kalandjai                                          | The Animated Adventures of Tom Sawyer | Becky Thatcher (hangja)          | Kántor Kitty       |
| 1999 | Kaland a vadonban                                             | True Heart                            | Bonnie                           | Vadász Bea         |
| 1999 | Szépségtépő verseny                                           | Drop Dead Gorgeous                    | Amber Atkins                     |                    |
| 1999 | Öngyilkos szüzek                                              | The Virgin Suicides                   | Lux Lisbon                       | Vadász Bea         |
| 1999 | Öngyilkos szüzek                                              | The Virgin Suicides                   | Lux Lisbon                       | Bogdányi Titanilla |
| 1999 | Fruska Gate                                                   | Dick                                  | Betsy Jobs                       | Szénási Kata       |
| 2000 | A holló 3. – A megváltás                                      | The Crow: Salvation                   | Erin Randall                     | Mezei Kitty        |
| 2000 | A szerencse városa                                            | Luckytown                             | Lidda Doyles                     | Roatis Andrea      |
| 2000 | Hajrá, csajok!                                                | Bring It On                           | Torrance Shipman                 | Solecki Janka      |
| 2000 |                                                               | Deeply                                | Silly                            |                    |
| 2001 | Kihevered, haver!                                             | Get Over It                           | Kelly Woods                      | Solecki Janka      |
| 2001 | Őrült és gyönyörű                                             | Crazy/Beautiful                       | Nicole Oakley                    | Balázsovits Edit   |
| 2001 | Pénzeszsák                                                    | The Cat's Meow                        | Marion Davies                    |                    |
| 2001 |                                                               | Lover's Prayer                        | Zinaida                          |                    |
| 2002 | Pókember                                                      | Spider-Man                            | Mary Jane Watson                 | Vadász Bea         |
| 2003 | Lebegés                                                       | Levity                                | Sofia Mellinger                  | Szénási Kata       |
| 2003 | Kaena – A prófécia                                            | Kaena: The Prophecy                   | Kaena (hangja)                   |                    |
| 2003 | Mona Lisa mosolya                                             | Mona Lisa Smile                       | Betty Warren                     | Vadász Bea         |
| 2004 | Egy makulátlan elme örök ragyogása                            | Eternal Sunshine of the Spotless Mind | Mary Svevo                       |                    |
| 2004 | Pókember 2.                                                   | Spider-Man 2                          | Mary Jane Watson                 | Vadász Bea         |
| 2004 | Wimbledon – Szerva itt, szerelem ott                          | Wimbledon                             | Lizzie Bradbury                  | Vadász Bea         |
| 2005 | Elizabethtown                                                 | Elizabethtown                         | Claire Colburn                   | Vadász Bea         |
| 2006 | Marie Antoinette                                              | Marie Antoinette                      | Mária Antónia                    | Vadász Bea         |
| 2007 |                                                               | Welcome (rövidfilm)                   | –                                |                    |
| 2007 | Pókember 3.                                                   | Spider-Man 3                          | Mary Jane Watson                 | Vadász Bea         |
| 2008 | Hogy veszítsük el barátainkat és idegenítsük el az embereket? | How to Lose Friends & Alienate People | Alison Olsen                     | Vadász Bea         |
| 2010 | Véres románc                                                  | All Good Things                       | Katie Marks (Katherine McCarthy) | Vadász Bea         |
| 2010 |                                                               | The Second Bakery Attack (rövidfilm)  | Nat                              |                    |
| 2010 |                                                               | Bastard (rövidfilm)                   | –                                |                    |
| 2011 |                                                               | Make Some Noise (rövidfilm)           | rocker csaj                      |                    |
| 2011 |                                                               | Touch of Evil (rövidfilm)             | Szirén                           |                    |
| 2011 | Melankólia                                                    | Melancholia                           | Justine                          | Solecki Janka      |
| 2012 | Lánybúcsú                                                     | Bachelorette                          | Regan Crawford                   | Vadász Bea         |
| 2012 | Úton                                                          | On the Road                           | Camille Moriarty                 | Vadász Bea         |
| 2012 |                                                               | Upside Down                           | Eden                             |                    |
| 2013 | Lopom a sztárom                                               | The Bling Ring                        | önmaga (cameo)                   |                    |
| 2013 | Ron Burgundy: A legenda folytatódik                           | Anchorman 2: The Legend Continues     | Hajadon (cameo)                  | Vadász Bea         |
| 2014 | Kétarcú január                                                | The Two Faces of January              | Collette Macfarland              | F. Nagy Erika      |
| 2014 |                                                               | Aspirational (rövidfilm)              | Kirsten Dunst                    |                    |
| 2016 | Éjféli látomás                                                | Midnight Special                      | Sarah Tomlin                     | Vadász Bea         |
| 2016 | A számolás joga                                               | Hidden Figures                        | Vivian Mitchell                  | Ruttkay Laura      |
| 2017 | Csábítás                                                      | The Beguiled                          | Edwina Dabney                    | Huszárik Kata      |
| 2017 |                                                               | Woodshock                             | Theresa                          |                    |
| 2021 | A kutya karmai közt                                           | The Power of the Dog                  | Rose                             | Vadász Bea         |
| 2024 | Polgárháború                                                  | Civil War                             | Lee                              | Vadász Bea         |

### Televízió
| Év        | Magyar cím                            | Eredeti cím                          | Szerep                        | Megjegyzések                                     |
| --------- | ------------------------------------- | ------------------------------------ | ----------------------------- | ------------------------------------------------ |
| 1993      |                                       | Darkness Before Dawn                 | Sandra Guard nyolcévesen      | tévéfilm                                         |
| 1993      |                                       | Sisters                              | Kitten Margolis               | 2 epizód                                         |
| 1993      | Star Trek: Az új nemzedék             | Star Trek: The Next Generation       | Hedril                        | 1 epizód                                         |
| 1996      |                                       | The Siege at Ruby Ridge              | Sara Weaver                   | tévéfilm                                         |
| 1996      | Angyali érintés                       | Touched by an Angel                  | Amy Ann McCoy                 | 1 epizód                                         |
| 1996–1997 | Vészhelyzet                           | ER                                   | Charlie Chiemingo             | 6 epizód                                         |
| 1997      | A rettegés háza                       | Tower of Terror                      | Anna Petterson                | tévéfilm                                         |
| 1997      | Végtelen határok                      | The Outer Limits                     | Joyce Taylor                  | 1 epizód                                         |
| 1997      | A pisztoly                            | Gun                                  | Sondra                        | 1 epizód                                         |
| 1998      |                                       | Stories from My Childhood            | Alice / Ivett (hangja)        | 2 epizód                                         |
| 1998      | Tizenöt éves kismama                  | Fifteen and Pregnant                 | Tina Spangler                 | tévéfilm                                         |
| 1999      | Az ördög számtana                     | The Devil's Arithmetic               | Hannah Stern                  | - tévéfilm - magyar hangja: - Zsigmond Tamara    |
| 2002      | Saturday Night Live                   | Saturday Night Live                  | önmaga (házigazda)            | 1 epizód                                         |
| 2014      | Kozmosz: Történetek a világegyetemről | Cosmos: A Spacetime Odyssey          | Cecilia Payne (hangja)        | 1 epizód                                         |
| 2014      |                                       | Portlandia                           | Kim                           | 1 epizód                                         |
| 2015      | Fargo                                 | Fargo                                | Peggy Blumquist               | 10 epizód                                        |
| 2017      | Fekete tükör                          | Black Mirror                         | Callister alkalmazott (cameo) | 1 epizód (USS Callister) stáblistán nem szerepel |
| 2018      | Tömény történelem                     | Drunk History                        | Agatha Christie               | 1 epizód                                         |
| 2019      |                                       | On Becoming a God in Central Florida | Krystal Gill                  | - 10 epizód - vezető producer                    |

## Díjak és jelölések

### Díjak
- 2011: Cannes-i fesztivál – a legjobb női alakítás (Melankólia)

### Jelölések
- 2011: Európai Filmdíj-jelölés – a legjobb női alakítás (Melankólia)
- 1995: Golden Globe-jelölés – a legjobb női epizódszereplő (Interjú a vámpírral)
- 2016: Primetime Emmy-jelölés – a legjobb női főszereplő (Fargo)
- 2016: Golden Globe-jelölés – a legjobb női főszereplő (Fargo)
- 2020: Golden Globe-jelölés – a legjobb női főszereplő (On Becoming a God in Central Florida)
- 2022: Golden Globe-jelölés – a legjobb női mellékszereplő (A kutya karmai közt)
- 2022: Screen Actors Guild-jelölés – a legjobb női mellékszereplő (A kutya karmai közt)
- 2022: Oscar-jelölés – a legjobb női mellékszereplő (A kutya karmai közt)